# Hirekolale, Chikmagalur
Hirekolale là một làng thuộc tehsil Chikmagalur, huyện Chikmagalur, bang Karnataka, Ấn Độ.